# Аквароса (Торино)
Аквароса (итал. Acquarossa) је насеље у Италији у округу Торино, региону Пијемонт.
Према процени из 2011. у насељу је живело 2 становника. Насеље се налази на надморској висини од 980 м.